# Tamás Urbán
Tamás Urbán (* 6. července 1945, Szatmárnémeti) je maďarský fotožurnalista.

## Životopis
Jeho rodiče byli Gusztáv Urbán a Ilona Szabó. Vystudoval v Debrecíně v roce 1964. Vystudoval zvukové inženýrství na BME, pak je opustil a přihlásil se na katedru kinematografie na College of Performing Arts, kam se nedostal. Byl přijat na žurnalistickou školu MÚOSZ, kde byli jeho učiteli Éva Keleti a Tamás Féner. Podílel se na činnosti slévárny Balmazújváros. Zabývá se především kriminálními případy.
Fotografuje od roku 1961, jeho mistrem byl István Kotroczó, fotoreportér Maďarské mládeže. V letech 1969 až 1972 byl fotoreportérem Pest Megyei Hírlap. V letech 1972 až 1990 byl zaměstnancem časopisu pro mládež. V roce 1976 byl jedním ze zakládajících členů Ateliéru mladých fotografů. Od roku 1990 pracoval pro časopis Stern v Hamburku. Od roku 1994 je fotoreportérem deníku Blikk. Od roku 2008 se věnuje výzkumu historie policejní fotografie jako příjemce Národního kulturního fondu a poté Sorosova stipendia.

## Soukromý život
V roce 1974 se oženil s novinářkou Jutkou Szél. Měli dvě děti, Ádáma (1976), který se také stal fotografem, a Orsolyu (1978), novinářku.

## Jednotlivé výstavy
- 1975: Tři maďarští fotografové [s Tamasem Fénerem, Péterem Kornissem], Beloit College, Beloit • Zpráva z Aszódu, Budapešť
- 1980: Symphony for Life, Semmelweis University of Medicine, Budapešť
- 1983: Dnešní populární nemoci, Fényes Adolf Hall, Budapešť
- 1984: Zdraví našich dětí – bohatství naší budoucnosti, ministerstvo zdravotnictví
- 1985: Bude na stromě ovoce? Budapešť
- 1986: Bude na stromě ovoce...? Fotogalerie Miskolc
- 1987: 100 let maďarské záchrany [s Gáborem Kertészem], Szolnok – Záchranáři, Fotografická galerie, Budapešť • Současnost, Galerie Gödöllő, Gödöllő
- 1989 • Beyond the grid, Ernst Museum, Budapešť
- 1995: "Aby bylo méně obětí", metro Blaha Lujza tér, Budapešť
- 2000: "Nevysvětlitelně" spolu s Ádámem Urbánem, metro Nyugati tér, Budapešť
- 2009: "Vězeňské hřbitovy"[1]

## Fotografické cykly
- 50 hodin v Revolution City (1989)
- Hranice se otevírají v 0:00
- Narozeniny fotografie

## Publikace
- Sanitky; FG, Bp., 1987 ( sešity galerie )
- Fotoreportáže / Fotoeseje 1975–1995 ; Intera, Bp., 1999
- Redundantní motýl. O 30 let později; Robert Capa Center for Contemporary Photography, 2020

## Ocenění a uznání
- Velká cena WHO (Ženeva) (1988)
- cena tiskové fotografické soutěže (1996)
- Cena MFSZ za celoživotní dílo (2007)
- Medaile sv. Jiří[2]
- Cena fotožurnalisty za celoživotní dílo (2018)[3]
- Zlaté pírko (2019) ref4

## Galerie

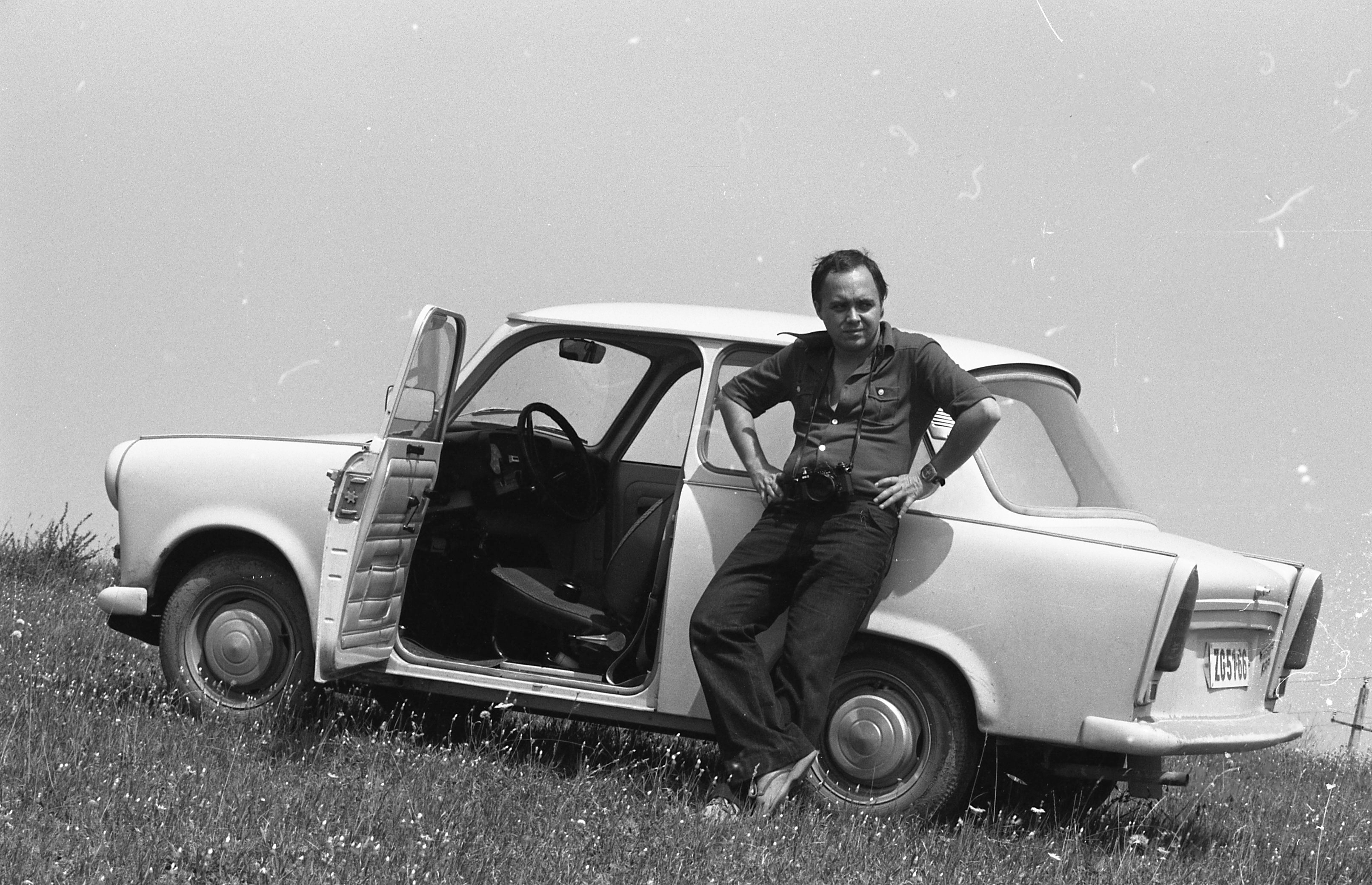
Tamás Urbán a Trabant 601, 1976
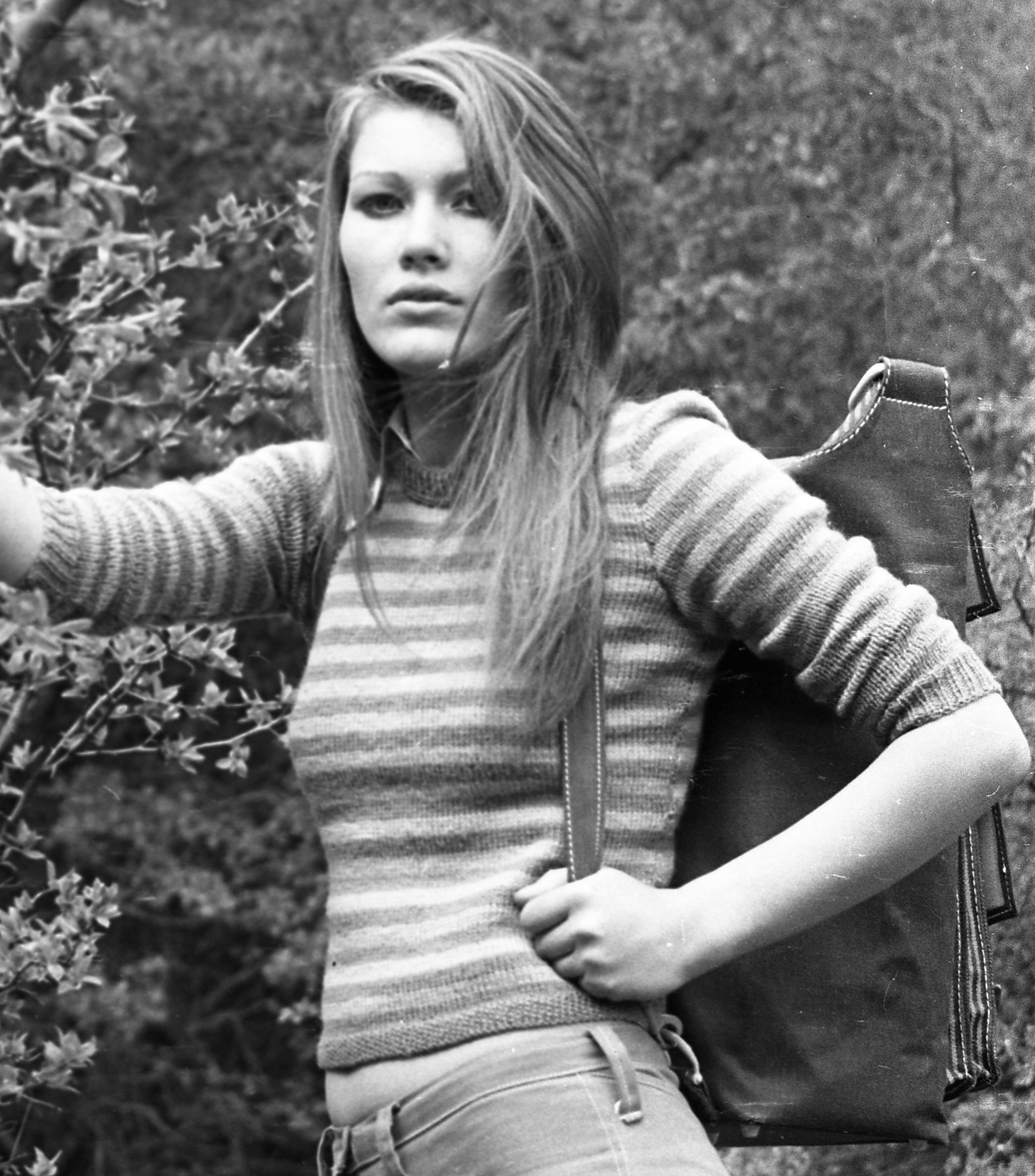
Judit András, maďarská modelka
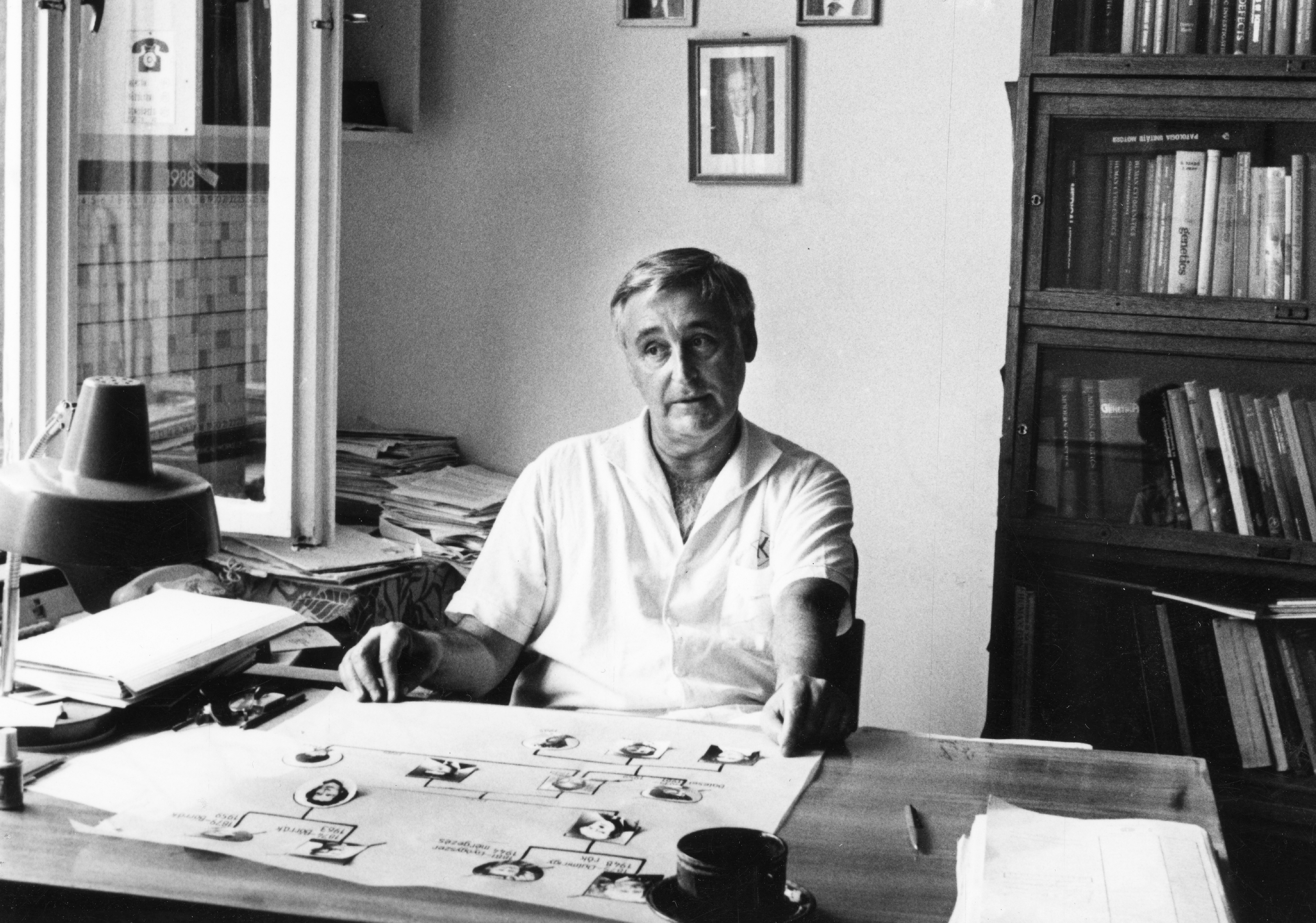
Endre Czeizel, genetický inženýr, 1988
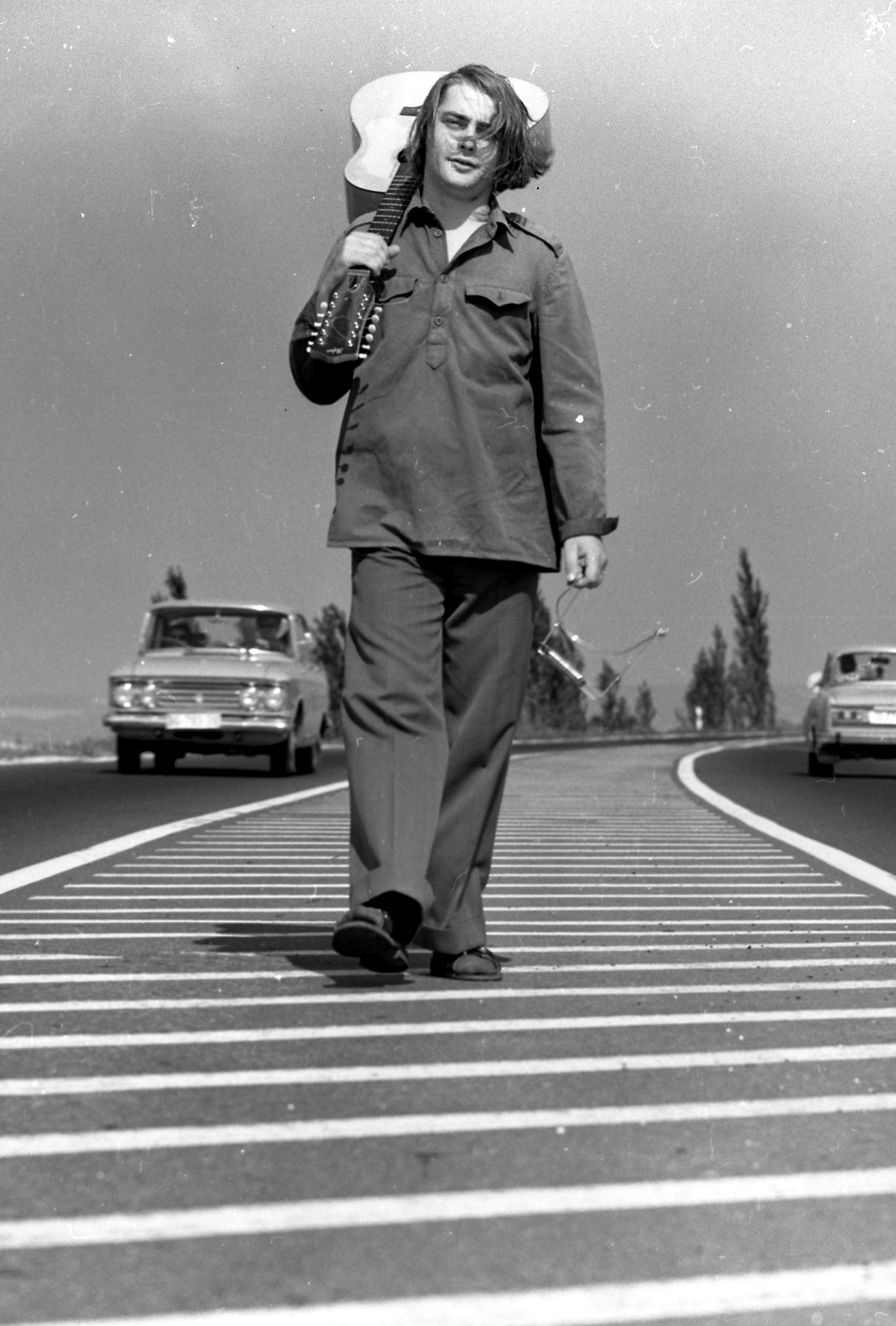
József Dinnyés
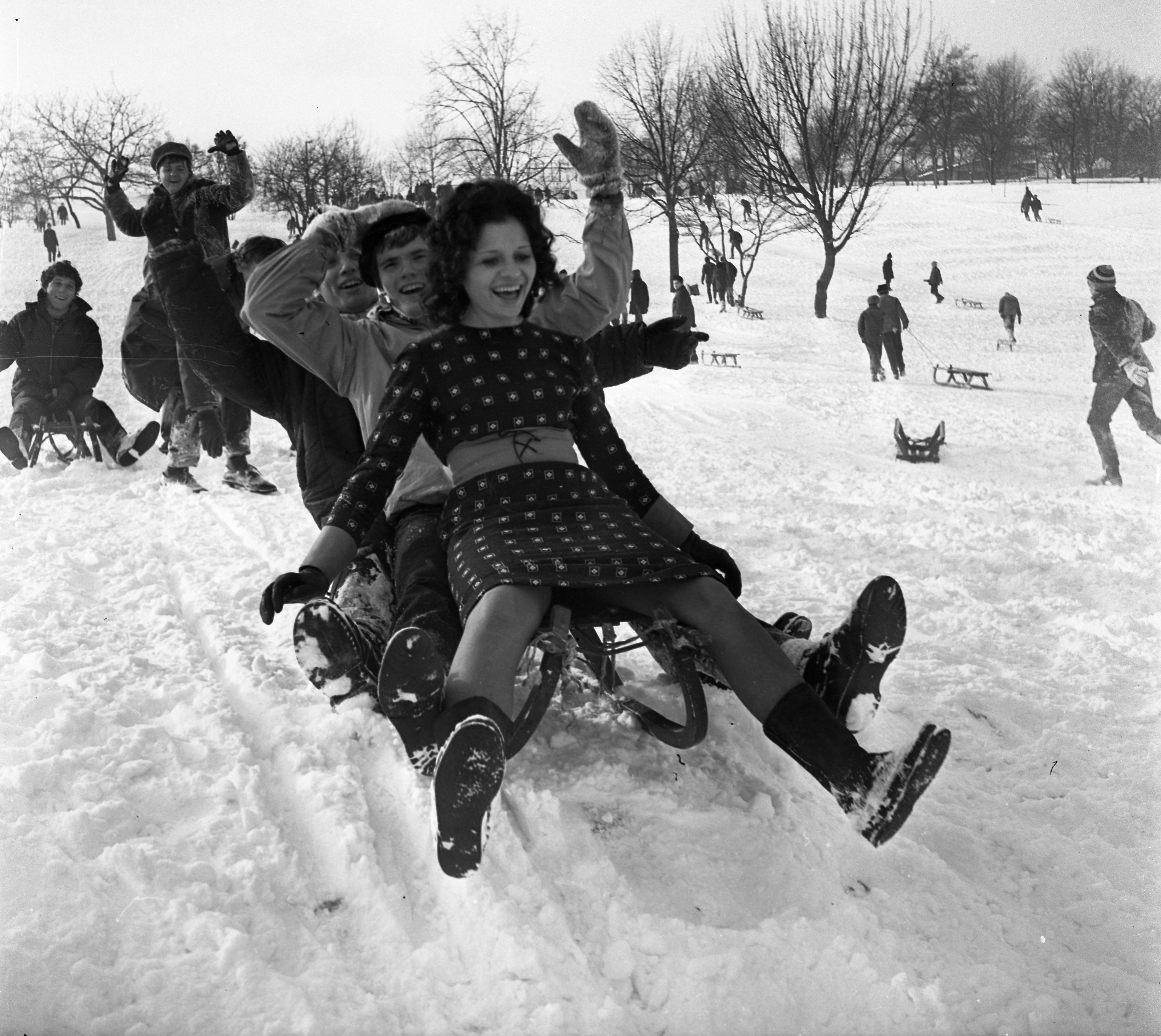
Budapest I., Tabán, sáňkařská dráha
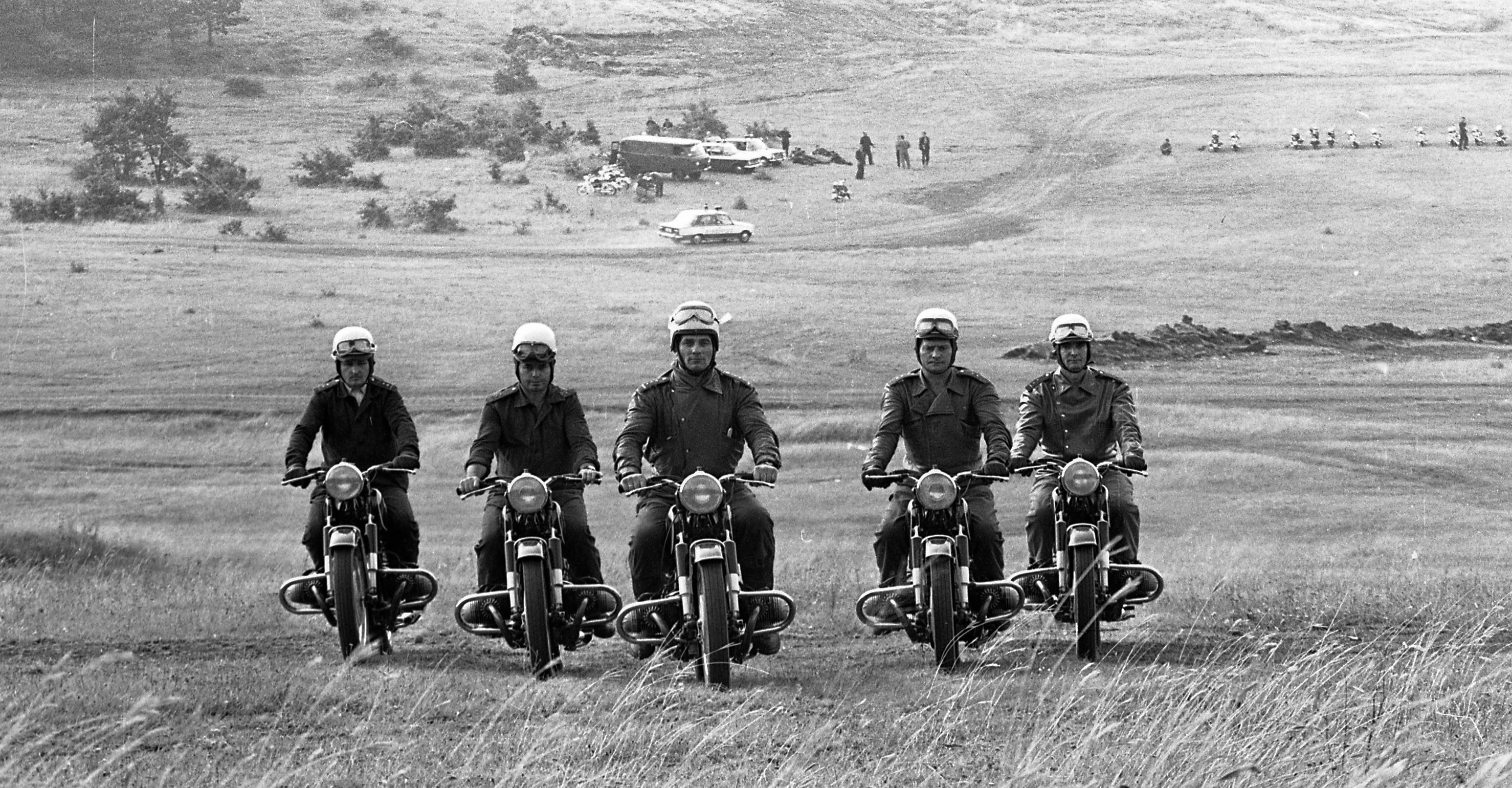
Budaörs, Farkashegyi motokrosová trať, policejní motorkáři, 1974
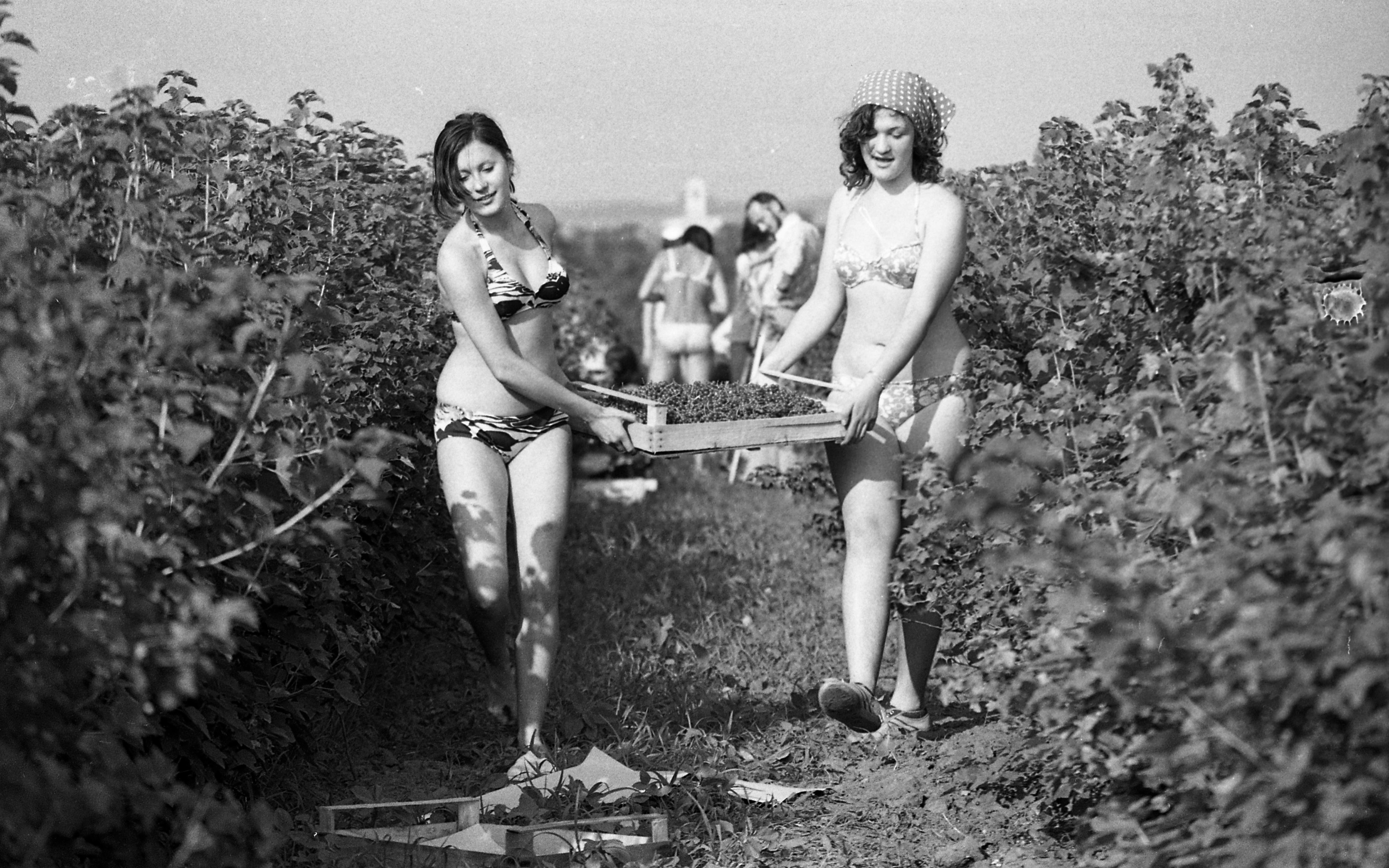
Stavební tábor KISZ, sběr rybízu
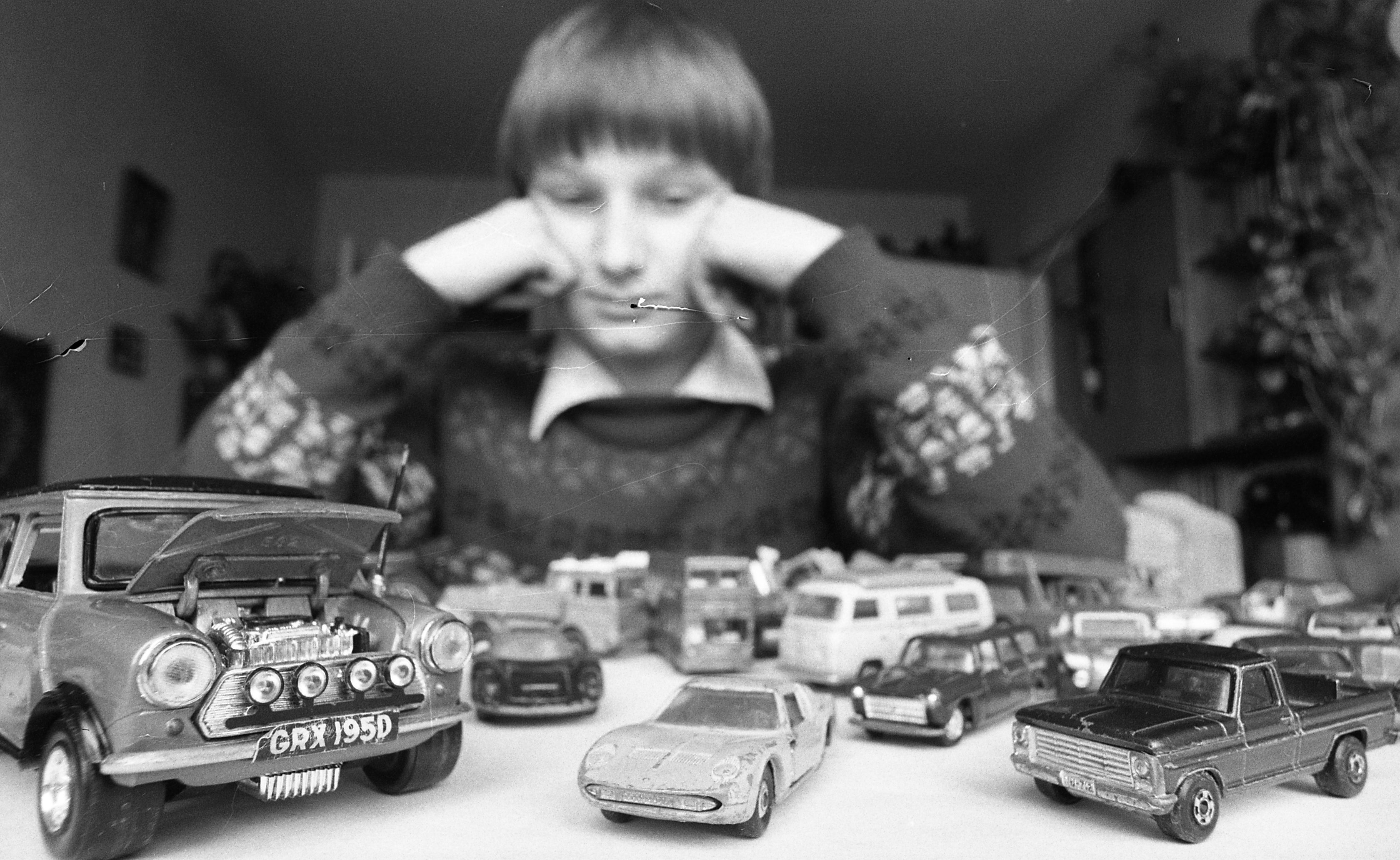
Portrét chlapce s autíčky, 1976